# Горіхівка (притока Дніпра)
Горі́хівка (також Оріховка) — річка в Черкаському районі Черкаської області України. Протікає по території Ліплявської сільської громади на південному заході від села Сушки. Притока Дніпра.

## Історія
Згадується Михайлом Максимовичем у творі "Бубнівська сотня":
|  | З початком нинішнього століття Дніпро відсунувся від Прохорівки, залишивши після себе так званий Уступ під Білою Косою. В кінці цього Уступу є інший проток, званий Безодня. Видно, глибокий він був в колишні часи, що отримав таке ім'я. Але тепер він з кожним роком міліє від наносного піску, так само, як і Уступ. З Безодні, неподалік від Прохорівки, бере свій початок побережна річка Горіхівка, яка, під різними назвами, пробирається лугом повз село Сушки до Бубнова і там впадає в невелике річище. |

С началом нынешнего столетия Днепр отодвинулся от Прохоровки, оставив после себя так называемый Уступ под Белою Косою. В конце этого Уступа есть другой проток, называемый Безоднею. Видно, глубок он был в прежние времена, что получил такое имя. Но теперь он с каждым годом мелеет от наносного песка, так же как и Уступ. 
Також письменник робить припущення щодо назви річки:
|  | Назву Горіхівка ґрунтовно виводять тут від водяних, або рогатих, горіхів (trapa natans), які росли в ній у великій кількості, та й тепер трапляються зрідка. |

Тобто, автор стверджував, що Горіхівка починається біля села Прохорівки і впадає до річища біля колишнього села Бубнів. Це підтверджується топографічною картою місцевості часів Російської імперії XIX століття, на якій річка, підписана як Горіхівка (рос. Ореховка) повністю відповідає вищезазначеному опису. Крім цього, в ньому також згадується і поступова деградація басейну Дніпра, а саме обміління річки та її притоки. Ці процеси відображені на пізніших німецьких топографічних картах початку XX століття, що базувалась на аналогічних картах РСЧА: прохорівське Річище стало затокою Дніпра, русло Горіхівки біля свого витоку фактично перетворилось на декілька невеликих озер, річище біля Бубнова також стало глухою затокою Дніпра, отримавши назву "озеро Горіхівка" (рос. озеро Ореховка). Ця ж ситуація відображена і на американській карті середини XX століття, проте в більш дрібному масштабі.
Після створення Кременчуцького водосховища на початку 60-х років XX століття, рівень води в Дніпрі піднявся (через що довелось відселити та зруйнувати село Бубнів). Це, звичайно, не могло не відобразитись на стані річки, чи, точніше, її залишків. Археолог Михайло Кучера, що в 70-х роках XX століття проводив на місцевості дослідження Змієвих валів, згадує топонім "Горіхівка" (рос. Ореховка) вже у двох різних контекстах. По-перше, як річку біля Сушок:
|  | [...] за 600 метрів західніше с. Сушки, зберігся відрізок валу довжиною 700 м, розірваний в трьох місцях розмивами. Вал орієнтований з північного заходу на південний схід. Його північний кінець губиться на випасі, а південний зрізаний протокою Дніпра - р. Горіхівкою. |

[...] в 600 м юго-западнее с. Сушки,
Друга ж згадка іде вже в контексті річки-протоки Дніпра біля колишнього Бубнова:
|  | Вал починається в урочищі Десятини і йде по західному сухому краю глухої протоки Дніпра, також званою Горіхівкою, протягом 2.5 км. [...] Кінець валу перед селом Бубнів упирається в коліно р. Горіхівки при її повороті на південь в сторону Дніпра. На південний схід від с. Бубнів невиразні залишки валу, розораного та пошкодженого піщаними видувами, були прослідковані вздовж Горіхівки, за 300 м від неї, на відстань 1.5 км до соснових лісопосадок. |

Вал начинается в уроч. Десятины и идет по юго-западному сухому краю глухой протоки Днепра, также называемой Ореховкой, на протяжении 2,5 км. [...] Конец вала перед бывшим с. Бубнов упирается в колено р. Ореховка при повороте ее к югу в сторону Днепра.
Ці свідчення теж мають підтвердження на топографічній карті Генштабу 1989 року, де назвою Горіхівка позначена річка біля села Сушки, тоді як бубнівська Горіхівка не має ніяких позначень, але видно, що там знову з'явилось річище, що обтікає острів Молодняги, і сильно розгалужена та порізана затока Дніпра без чітко вираженого русла.

## Опис
Бере початок на території Ліплявської громади, південніше села Сушки біля газопроводу Уренгой - Помари - Ужгород. Звідти тече на північ та північний захід через сосновий ліс. У кінці лісу до річки з північного сходу долучається канал, що тягнеться до центру села, де розташований водозабір. Там же вона круто повертає на захід, і її русло стає каналізованим. В такому вигляді та напрямку вона прямує вздовж північної межі згаданого лісу з лівого берега та луками з правого до впадіння у Дніпро біля острова Просеред. Через канал-притоку збудовано два залізобетонні мости в межах села Сушки.